# Saint-Romain (Puy-de-Dôme)
Saint-Romain é uma comuna francesa na região administrativa de Auvérnia-Ródano-Alpes, no departamento Puy-de-Dôme. Estende-se por uma área de 15,5 km². Em 2010 a comuna tinha 215 habitantes (densidade: 13,9 hab./km²).